# Vestlandet
Vestlandet (în norvegiană Vest-Norge sau în nynorsk: Vest-Noreg) este o regiune geografică din vestul Norvegiei, constituită din trei provincii (fylke) Møre og Romsdal, Vestland și Rogaland având o suprafață de 58.582 km². Aici trăiesc aproximativ 1.382.000 de oameni, sau aproximativ un sfert din populația norvegiană (din 2020)
Vestlandet („Țara de Vest”) este numele dat în limba locală părții de vest a Norvegiei la Marea Nordului și Marea Norvegiei.
Cel mai mare oraș din regiune este Bergen, iar al doilea oraș mare Stavanger.

## Geografie
În Vestlandet sunt 15 „districte“:
- Nordmøre
- Romsdal
- Sunnmøre
- Nordfjord
- Sunnfjord
- Sogn
- Nordhordland
- Midthordland
- Sunnhordland
- Hardanger
- Voss
- Haugaland
- Ryfylke
- Jæren
- Dalane

Provinciile din Vestlandet:
| Stemă | Provincie       | Centru adm. | Oraș mare | Populație (2021) | Suprafață (km2) | Densitate | Primar                | Guvernator               | Limba   |
| ----- | --------------- | ----------- | --------- | ---------------- | --------------- | --------- | --------------------- | ------------------------ | ------- |
|       | Vestland        | Bergen      | Bergen    | 638,821          | 34,062          | 18,76     | Anne Gine Hestetun    | Lars Sponheim            | Nynorsk |
|       | Rogaland        | Stavanger   | Stavanger | 482,645          | 9,377           | 51,47     | Solveig Ege Tengesdal | Magnhild Meltveit Kleppa | Bokmål  |
|       | Møre og Romsdal | Molde       | Ålesund   | 265,544          | 15,121          | 17,56     | Jon Aasen             | Lodve Solholm            | Nynorsk |
| Total |                 |             | 1,373,151 | 58,560 km2       | 23,45/km2       |           |                       |                          |         |

## Clima
Vestlandet este una dintre cele mai umede regiuni din Europa. Cantitatea de precipitații în munții de-a lungul coastelor este în medie de 3.500 mm pe an, iar în anii de vârf poate ajunge până la 5.000 mm pe an. Orașul Bergen are o medie de precipitații de 2.250 mm pe an. Cauza este, printre altele, Curentul Golfului (Gulf Stream), căruia regiunea îi datorează, de asemenea, o climă mai blândă decât ar putea fi derivată de fapt din locația sa geografică. Prin urmare, ploaia este obișnuită pe coastă, chiar și iarna.